# Isa Bluette
Teresa Ferrero, connue sous le nom de scène Isa Bluette (née le 10 septembre 1898 à Turin et morte le 11 novembre 1939 dans la même ville) est une actrice, chanteuse et soubrette italienne de revue, active dans les années 1920 et 1930.

## Biographie
Teresa Ferrero est née le 10 septembre 1898 à Turin. 
Teresa Ferrero commence jeune à chanter dans les cafés-concerts où elle se fait remarquer pour sa beauté et sa sensualité. Elle devient rapidement la vedette et la primadonna d'une série de revues et d'opérettes à travers toute l'Italie. 
Dans les années 1920, elle prend le nom de scène « Isa Bluette » et ses spectacles, caractérisés par une grande pompe et une sensualité, rencontrent un grand succès dans toute l'Italie. Avec sa compagnie, Isa Bluette lance ceux qui deviendront ensuite les comédiens les plus importants du théâtre italien, surtout Erminio Macario (1925) et Totò (1928). Elle joue durant cette période entre autres dans Gatte di lusso, Donne, ventagli e fiori, Madama Follia, Il Paradiso delle donne ou Mille e una donna.
En 1926 elle chante la chanson de Luigi Miaglia Creola. Il s'était inspiré d'elle pour la composer.
À partir des années 1930 elle se concentre sur les opérettes tout en ayant toujours un grand succès auprès du public. Elle continue à jouer devant des salles combles dans toute l'Italie, par exemple Poesia senza veli ou Il ratto delle cubane.
En 1939, peu avant sa mort, elle épouse l'acteur Nuto Navarrini.
Elle meurt le 11 novembre 1939 et est enterrée au cimetière monumental de Turin.